# ديكسميثيلفنيدات
الديكسميثيلفنيدات، الذي يباع بالاسم التجاري فوكالين وأسماء أخرى: هو دواء يُستخدَم لمعالجة اضطراب نقص الانتباه مع فرط النشاط لدى المصابين الذين عمرهم أكبر من 5 سنوات. إذا لم تُشاهَد فائدة بعد 4 أسابيع فمن المنطقي إيقاف استخدامه. يُعطَى فمويًا. يستمر الشكل ذو التحرر المتوسط حتى 5 ساعات، بينما يستمر الشكل ذو التحرر المديد حتى 12 ساعة.
تشمل التأثيرات الجانبية الشائعة: الألم البطني، وفقد الشهية، والحمى. تشمل التأثيرات الجانبية الخطيرة: إساءة الاستخدام، والذهان، والموت بتوقف القلب المفاجئ، والهوس، وصدمة الحساسية، والقساح (الانتصاب الدائم). سلامة استخدامه خلال الحمل والإرضاع غير واضحة.
طعَد الديكسميثيلفنيدات منشطًا للجهاز العصبي المركزي. كيفية عمله في اضطراب نقص الانتباه مع فرط النشاط غير واضحة. هو المصاوغ المرآتي الأكثر فعالية للديكسميثيلفنيدات.
صُودق على الاستخدام الطبي للديكسميثيلفنيدات في الولايات المتحدة عام 2001. يتوفر بصفته دواء مكافئًا (دواء جنيسًا). تبلغ تكلفة الجملة لمدد شهر منه في الولايات المتحدة نحو 8 دولارًا أمريكيًا. في 2017، احتل المرتبة 189 في قائمة الأدوية الأكثر وصفًا في الولايات المتحدة بأكثر من ثلاثة ملايين وصفة. إنه متوفر في سويسرا أيضًا.

## الاستخدامات الطبية
يُستخدَم الديكسميثيلفنيدات في علاج اضطراب نقص الانتباه مع فرط النشاط، عادة مع علاج سلوكي أو تعليمي أو نفسي أو أشكال أخرى من العلاجات. يُقترَح أن المُنشِّطات تساعد على تحسين أعراض اضطراب نقص الانتباه مع فرط النشاط من خلال تسهيل التركيز على المستخدم، وتجنب التشتيت، والتحكم بالسلوك. أظهرت التجارب المضبوطة بالبلاسيبو أن إعطاء الديكسميثيلفنيدات ذي التحرر المديد مرة واحدة يوميًا كان فعالًا ومُتحمَّلًا بشكل جيد عمومًا.
كان التحسن في اضطراب نقص الانتباه مع فرط النشاط لدى الأطفال أكبر بكثير لدى من أُعطوا الديكسميثيلفنيدات ذا التحرر المديد بالمقارنة مع من أُعطوا البلاسيبو. أظهر أيضًا فعالية أكبر من نظام الإعطاء الفموي المضبوط تناضحيًا للميثيلفنيدات في النصف الأول من اليوم الدراسي في المخبر، لكن التقييمات في فترات متأخرة من اليوم فضّلت نظام الإعطاء الفموي المضبوط تناضحيًا للميثيلفنيدات.

### مضادات الاستطباب
يكون استخدام الميثيلفنيدات مضاد استطباب لدى الأشخاص الذين يستخدمون مثبطات أكسيداز أحادي الأمين (على سبيل المثال، فينيلازين وترانكيلسيبرومين)، أو الأشخاص الذين لديهم هياج، أو حكة، أو ماء أزرق، أو فرط تحسس لأي من المواد الموجودة في مستحضرات الميثيلفنيدات الدوائية.
تصنف إدارة الغذاء والدواء الأمريكية الميثيلفنيدات ضمن فئة السلامة في أثناء الحمل  C، وتُنصَح النساء باستخدام الدواء فقط إذا كانت الفوائد من استخدامه تتجاوز الأخطار المحتملة. لم تُجرَ دراسات كافية على البشر لإثبات وجود أي تأثير للميثيلفنيدات على الجنين بشكل مطلق. في 2018، خلصت مراجعة إلى أنه ليس ماسخًا للأجنة لدى الفئران والأرانب، وأنه «ليس ماسخًا بشريًا رئيسيًا».

### التأثيرات السلبية
للمنتجات الحاوية على الديكسميثيلفنيدات تأثيرات جانبية بالمقارنة مع تلك الحاوية على الميثيلفنيدات.
تشمل أشيع التأثيرات الجانبية: فقد الشهية، وجفاف الفم، والقلق/ العصبية، والغثيان، والأرق. قد تشمل التأثيرات السلبية الهضمية: الألم البطني، وفقد الوزن. قد تشمل التأثيرات السلبية على الجهاز العصبي: التململ (الهياج/ الضجر)، والغضب، وخلل الحركة (العرّات)، والخمول (النعاس/ الإعياء)، والدوار. قد تشمل التأثيرات السلبية القلبية: الخفقان، والتغيرات في ضغط الدم ومعدل ضربات القلب (نموذجيًا خفيف)، وتسرع القلب. قد تشمل التأثيرات الجانبية العينية: زغللة العينين (تشوش الرؤية)، وجفاف العينين، مع حدوث أقل شيوعًا لازدواج الرؤية، وتوسع الحدقة.
هناك بعض الأدلة على حدوث انخفاضات خفيفة في الطول عند الاستخدام المديد لدى الأطفال. يُقدَّر ذلك بنحو 1 سنتيمتر (0.4 إنش) أو أقل كل سنة خلال السنوات الثلاث الأولى، مع حدوث نقص إجمالي بنحو 3 سنتيمتر (1.2 إنش) على مدى 10 سنوات.
يُبلَغ أحيانًا عن حدوث فرط التحسس (مثل: الطفح الجلدي، والشرى، والحمى) عند استخدام الميثيلفنيدات عبر الجلد. تترافق اللصاقة عبر الجلد مع معدل أعلى بكثير لحدوث التفاعلات الجلدية بالمقارنة مع الميثيلفنيدات الفموي.
يمكن أن يسيء الميثيلفنيدات حالة الذهان لدى الأشخاص المصابين به، ويكون مرتبطًا في حالات نادرة مع حدوث أعراض ذهانية. يجب أن يُستخدَم بحذر شديد لدى المصابين باضطراب ثنائي القطب نظرًا إلى قدرته على تحريض الهوس أو الهوس الخفيف. هناك تقارير نادرة عن حدوث تفكير انتحاري، لكن يزعم بعض الباحثين أن الأدلة لا تشير إلى وجود رابط. يُبلَغ أحيانًا عن حدوث ثرثرة مفرطة. نادرًا جدًا ما يُبلَغ عن حدوث اضطرابات في الرغبة الجنسية، وخلل في التوجه، وهلوسات. يعتبر القساح تأثيرًا جانبيًا نادر الحدوث جدًا، لكنه خطير.
تشير دراسات إدارة الغذاء والدواء الأمريكية عام 2013 إلى عدم وجود ارتباط لدى الأطفال والشباب والكبار بين الأمراض القلبية الوعائية (الموت المفاجئ، والنوبة القلبية، والسكتة الدماغية) والاستخدام الطبي للميثيلفنيدات أو المنشطات المستخدمة في اضطراب نقص الانتباه مع فرط النشاط.
لأن بعض التأثيرات السلبية قد تحدث فقط في أثناء الاستخدام المزمن للميثيلفنيدات، يُوصَى بتطبيق رقابة دائمة على التأثيرات الجانبية.
وجدت مراجعة أجرتها مؤسسة كوكرين عام 2018 أن الميثيلفنيدات قد يكون مرتبطًا مع حدوث تأثيرات جانبية خطيرة مثل المشاكل القلبية، والذهان، والموت، ورغم أن قوة الأدلة كانت ضعيفة جدًا، فإن الخطر الفعلي قد يكون أعلى.

### فرط الجرعة
تنجم أعراض فرط الجرعة الحادة المتوسطة للميثيلفنيدات بصورة أساسية عن فرط تنشيط الجهاز العصبي المركزي، وتشمل هذه الأعراض: الإقياء، والغثيان، والهياج، والرعاش، وفرط المنعكسات، والهذيان، والتورد، وارتعاش العضلات، وفرط الحرارة، والتعرق، والصداع، وتسرع القلب، وخفقان القلب، واضطراب النظم القلبي، وارتفاع ضغط الدم، وتوسع الحدقة، وجفاف الأغشية المخاطية. قد تشمل الأعراض الخطيرة لفرط الجرعة: فرط الحرارة (الحمى)، والعاصفة الأدرينالية، والاختلاجات، وجنون الارتياب، والنمطية (اضطراب الحركة المتكررة)، وانحلال العضلات المخططة الهيكلية، والغيبوبة، وهبوط الدورة الدموية. نادرًا ما تكون فرط جرعة الميثيلفنيدات قاتلة في حال تقديم الرعاية المناسبة. عقب حقن أقراص الميثيلفنيدات داخل الأوعية، أُبلِغ عن حدوث تفاعلات سمية شديدة تشمل تشكل خراج أو حدوث نخر. يشكل علاج فرط جرعة الميثيلفنيدات نموذجيًا إعطاء البينزوديازيبينات، بينما تمثل مضادات الذهان، وناهضات مستقبلات ألفا الأدرينالية، والبرلوفول، علاجات الخط الثاني.

## الإدمان والاعتماد
تعَد الميثيلفنيدات من المنشطات، لذا يُحتمل خطر حدوث الإدمان والاعتماد بشكل مماثل للأمفيتامين. يحمل خطر متوسطًا بالمقارنة مع الأدوية المسببة للإدمان. لذلك، يحتمل حدوث الإدمان والاعتماد النفسي عندما يُستخدَم الميثيلفنيدات بجرعات عالية كدواء ترفيهي. عندما يستخدم بالجرعات الطبية المذكور في الأعلى، ترتبط المنشطات بحدوث ذهان المنشطات. كما هو الأمر في الأدوية المسببة للإدمان، يكون التعبير المفرط عن بروتين FOSB في العصبونات الشوكية المتوسطة نمط D1 الموجودة في النواة المتكئة متورطًا في حدوث الإدمان على الميثيلفنيدات.
تبين أن للميثيلفنيدات بعض الفوائد كعلاج بديل لدى الأشخاص المدمنين على الميثامفيتامين والمعتمدين عليه. جرى استقصاء الميثيلفنيدات والأمفيتامين كبديل كيميائي لعلاج إدمان الكوكايين بنفس الطريقة التي يُستخدَم فيها الميثادون كدواء بديل في حال الاعتماد الجسدي على الهيروين. لم تُثبَت فعاليته بعد في معالجة الإدمان على الكوكايين أو المنشطات النفسية أو الاعتماد الفيويولوجي، وما تزال هناك حاجة لإجراء المزيد من الأبحاث.

### الآليات الحيوية الجزيئية
يملك الميثيلفنيدات القدرة على إحداث الابتهاج نظرًا لتأثيره الديناميكي الدوائي (أي تثبط إعادة قبط الدوبامين) على نظام المكافأة في الدماغ. بالجرعات العلاجية، لا تفعل منشطات اضطراب نقص الانتباه مع فرط النشاط نظام المكافأة في الدماغ بشكل كافٍ، أو سبل المكافأة بشكل خاص، إلى الدرجة اللازمة لإحداث زيادات مستمرة في التعبير الجيني عن بروتين FOSB في العصبونات الشوكية المتوسط نمط D1 للنواة المتكئة. نتيجة لذلك، عندما يُؤخَذ بالجرعات التي يشيع وصفها طبيًا لعلاج اضطراب نقص الانتباه مع فرط النشاط فإنه الميثيلفنيدات لا تملك القدرة على إحداث إدمان. على أي حال، عندما تُستخدَم الميثيلفنيدات بجرعات ترفيهية عالية بشكل كافٍ بطريق إعطاء ذي توافر حيوي (النفخ أو الإعطاء الوريدي)، خصوصًا من أجل استخدام الدواء كمحرض للابتهاج، تتراكم بروتينات FOSB في النواة المتكئة. لذلك، كأي دواء آخر مسبب للإدمان، في النهاية يرفع الاستخدام الترفيهي المنتظم للميثيلفنيدات بجرعات عالية التعبير المورثي عن بروتين FOSB في العصبونات نمط D1 التي تحرض بدورها سلسلة من شلالات الإشارة المتواسطة بالنسخ الجيني التي تحدث الإدمان.